# NGC 3500
NGC 3500 ist eine Spiralgalaxie vom Hubble-Typ Sab im Sternbild Drache am Nordsternhimmel. Sie ist schätzungsweise 161 Millionen Lichtjahre von der Milchstraße entfernt.
Das Objekt wurde am 2. April 1801 von Wilhelm Herschel entdeckt. Auf seiner Himmelsabtastung in der Nacht vom 2. April 1801 beobachtete William Herschel anscheinend mit seiner üblichen Methode, von Norden nach Süden oder umgekehrt mit einer festen Deklination, 15 Objekte, deren gemeldete Positionen weitgehend fehlerhaft waren, ein Fehler, der die Identifizierung der Objekte schwierig, wenn nicht gar unmöglich machte.